# Barga (gruppo etnico)
I Barga (mongolo: Барга; in russo Баргуты, Barguty) sono un gruppo etnico mongolo che parla un dialetto buriato. Durante la dinastia Qing si insediarono nella Mongolia Interna.

## Storia
Nel XII-XIII secolo, compaiono come tribù in Siberia. Nell'impero mongolo facevano parte dell'esercito dei Khagan. Alun goo (Алун гоо) figura mitica descritta ne "La storia segreta dei mongoli", viene citato come antenato di Gengis Khan e di ascendenza barga.
Dopo la caduta della dinastia Yuan nel 1368, i barga si unirono agli oirati contro i discendenti di Gengis Khan. Tuttavia vennero sparpagliati tra i mongoli e gli oirati. I barga condividevano gli stessi 11 clan in cui erano suddivisi i buriati-khora. La maggior parte dei buriati-khora si trasferì nell'area tra il fiume Argun' e la catena montuosa del Grande Khingan dove divennero sudditi dei daur e degli evenchi-solon. Una gran parte dei barga-khori fuggì verso l'Onon nel 1594. Mentre alcuni finirono sotto la protezione della Russia, altri divennero sudditi dei khalkha.
Quando i manciù attaccarono i cosacchi presso i fiumi Argun'e Šilka (1685-89), i barga all'est dell'Argun'furono deportati in Manciuria e vennero dispersi tra i cahar.
Nel 1734 i barga che erano rimasti sotto i nojon khalkha protestarono per le ingiustizie subite dai loro nobili e le autorità manciù selezionarono 2.400 barga tra i khalkha e li collocarono con le loro famiglie nella regione di Hulunbuir (a nord-est della Mongolia Interna).
Agli inizi del XX secolo alcuni gruppi barga entrarono a far parte del Panmongolismo e fuggirono in Mongolia.